# مارمادوک (آرکانزاس)
مارمادوک (آرکانزاس) (به انگلیسی: Marmaduke, Arkansas) یک شهر در ایالات متحده آمریکا با جمعیت ۱٬۱۵۸ نفر است که در آرکانزاس واقع شده‌است.

## موقعیت جغرافیایی
موقعیت جغرافیایی شهرها و مناطق اطراف به شرح زیر است: